# سامويل غوستافسون
سامويل غوستافسون (بالسويدية: Samuel Gustafson)‏ (11 يناير 1995 بالسويد - ) هو لاعب كرة قدم سويدي في مركز الوسط. شارك مع منتخب السويد تحت 21 سنة لكرة القدم. أما مع النوادي، فقد لعب مع نادي هكن.

## روابط خارجية
- سامويل غوستافسون على موقع الاتحاد الأوربي (الإنجليزية)
- سامويل غوستافسون على موقع اتحاد السويد (السويدية)
- سامويل غوستافسون على موقع رابطة كرة القدم اليابانية للمحترفين (اليابانية)
- سامويل غوستافسون على موقع قاعدة بيانات كرة القدم.إي يو (الإنجليزية)
- سامويل غوستافسون على موقع ناشيونال فوتبول تيمز (الإنجليزية)
- سامويل غوستافسون على موقع Soccerway.com (الإنجليزية)